# Йоргова, Диана
Диана Христова Йоргова (болг. Диана Христова Йоргова, род. 9 декабря 1942) — болгарская легкоатлетка, призёр Олимпийских игр, чемпионка Европы. Заслуженный мастер спорта Болгарии.
После замужества носила фамилию Проданова.

## Биография
Родилась в 1942 году в Ловече. Занялась лёгкой атлетикой, специализировалась на прыжках в длину, в 1961 году стала мастером спорта, в 1961 и 1962 годах занимала третьи места в номинации «Спортсмен года в Болгарии». В 1964 году приняла участие в Олимпийских играх в Токио, где в прыжках в длину стала 6-й. В 1966 году стала серебряной призёркой чемпионата Европы. В 1972 году завоевала серебряную медаль Олимпийских игр в Мюнхене. В 1973 году победила на чемпионате Европы по лёгкой атлетике в помещении. В 1974 году была объявлена «Атлетом десятилетия».
После Олимпийских игр в Токио вышла замуж за гимнаста Николу Проданова, имеет двоих детей.
В 2002 году отказалась от награды министерства спорта в знак протеста против плохой государственной политики в области спорта. В 2003 году подарила свои спортивные награды Музею спорта в Софии. 24 апреля 2012 года удостоена звания почётного жителя Ловеча.